# Цыганов, Гавриил Петрович
Гаврии́л Петро́вич Цыгано́в (1875 — после 1917) — член IV Государственной думы от Черниговской губернии, крестьянин.
Православный, крестьянин деревни Андреевки Мощенской волости Городнянского уезда.
Окончил сельскую школу. Занимался сельским хозяйством (60 десятин). Около двух лет состоял председателем Мощенского волостного суда, в 1905—1912 годах — волостным старшиной. Также был членом Городнянской уездной землеустроительной комиссии (от крестьян).
В 1912 году был избран в члены IV Государственной думы от Черниговской губернии съездом уполномоченных от волостей. Входил во фракцию правых, после её раскола в ноябре 1916 года — в группу Н. Е. Маркова. Состоял членом комиссий: земельной, по судебным реформам, бюджетной, сельскохозяйственной и по рабочему вопросу.
После Февральской революции выехал в родную деревню, где был арестован «из опасения, чтобы он в качестве правого не развил вредную деятельность». Был доставлен в Петроград, во Временный комитет Государственной думы, и вскоре освобожден, получив удостоверение, что он «состоит членом ГД и по настоящее время сохраняет свои полномочия».
Судьба после 1917 года неизвестна. Был женат, имел двоих сыновей.